# Aleisk
Aleisk (russisch Але́йск; auch Alejsk, Aleysk) ist eine Stadt in der Region Altai im südlichen Westsibirien (Russland) mit 29.510 Einwohnern (Stand 14. Oktober 2010).

## Geografie
Die Stadt liegt 125 km südwestlich von Barnaul in den Steppen des nördlichen Altaivorlandes, am Ostrand des Obplateaus, am linken Ufer des Alei, eines linken Nebenflusses des Ob.
Aleisk ist Verwaltungszentrum des gleichnamigen Rajons und liegt an der Bahnstrecke (Station Aleiskaja) sowie der Fernstraße Barnaul – Semipalatinsk (Kasachstan).
Das Klima ist kontinental mit einer mittleren Januartemperatur von −17,6 °C und einer mittleren Julitemperatur von +20,3 °C. Die mittlere Jahresniederschlagsmenge beträgt 444 mm.
In der Umgebung der Stadt befinden sich Einrichtungen der russischen Strategischen Raketentruppen (siehe R-36M).

## Geschichte
In der Nähe des heutigen Ortes entstanden in der Mitte des 18. Jahrhunderts die Dörfer Bolschepanjuschewo und Malopanjuschewo, an welchen die Straßen von Barnaul zu den zu jener Zeit bedeutenden Bergbauzentren Smeinogorsk und Kolywan (Kolywan-Woskressensker Werk) vorbeiführten.
Als offizielles Gründungsjahr des Ortes gilt jedoch 1913, als in der Nähe von Malopanjuschewo in Zusammenhang mit dem Bau einer Bahnstation eine Siedlung entstand. Die 1915 eröffnete Bahnstrecke Nowonikolajewsk (heute Nowosibirsk) – Barnaul – Semipalatinsk wurde später Teil der Turksib.
Im Zusammenhang mit der Entwicklung der Gegend zu einem der wichtigsten Zuckerrübenanbaugebiete Sibiriens ab den 1920er Jahren und der Errichtung einer Zuckerfabrik (in Betrieb seit 1931) sowie weiterer Betriebe der Nahrungsmittelwirtschaft wuchs die Bevölkerung stark an. 1926 erhielt der Ort den Status einer Siedlung städtischen Typs und im Januar 1939 Stadtrecht unter dem heutigen Namen.

### Bevölkerungsentwicklung
| Jahr | Einwohner |
| ---- | --------- |
| 1939 | 20.339    |
| 1959 | 28.982    |
| 1970 | 32.487    |
| 1979 | 31.305    |
| 1989 | 30.309    |
| 2002 | 28.551    |
| 2010 | 29.510    |

Anmerkung: Volkszählungsdaten

## Kultur und Sehenswürdigkeiten
In Aleisk gibt es ein Historisches und Heimatmuseum.

## Wirtschaft
Es gibt in Aleisk unter anderem Betriebe der Nahrungsmittelindustrie (Zucker, Milch-, Fleisch- und Getreideverarbeitung).

## Bildung
Es existieren neun Mittelschulen, ein Lyzeum, eine Sonderschule und eine Sportschule.

## Persönlichkeiten
- Inna Kolomijez (1921–2005), sowjetisch-ukrainische Bildhauerin